# Psychomyia dara
Psychomyia dara är en nattsländeart som beskrevs av Malicky 1993. Psychomyia dara ingår i släktet Psychomyia och familjen tunnelnattsländor. Inga underarter finns listade i Catalogue of Life.